# KAI (プロレスラー)
KAI（カイ、1983年5月20日 - ）は、日本の男性プロレスラー。 本名：境 敦史（さかい あつし）。神奈川県横浜市出身。横浜市立桜丘高等学校卒業。血液型B型。

## 経歴

### デビュー前
幼少期は30棟が立ち並ぶいわゆるマンモス団地で過ごし、たくさんの友達と公園で毎日遊ぶ活発な少年だった。小学2年から野球を始め、以来「野球以外何も知らない」というほど、中学卒業まで野球に打ち込むことになる。中学時代は野球部に所属し、ピッチャーとして弱小チームを地区大会優勝に導く。練習はかなり過酷で毎朝6時から10km走ったり、台風の中でスライディングの練習をしたこともあるというが、この時に培われた基礎体力が後に役立ったと語っている。地区大会で優勝してからいわゆる「燃え尽き症候群」になったと後年KAIは述懐している。
元々プロレスに対してさほど興味は無かったが、高校1年生の時に新聞の懸賞で新日本プロレスの東京ドーム大会のチケットが当たって観戦したことからプロレスにどっぷりハマることとなった。このチケットは1999年4月10日の東京ドーム大会であり、この試合を後にKAI本人は「メインは武藤敬司対ドン・フライで、第0試合は大仁田厚対蝶野正洋の電流爆破だったんですけど、その2つしか覚えてないんですよ。あれは自分の脳裏に焼き付きましたね」と語っている。それからというもの学校に行けば朝から週刊プロレス、週刊ゴング、週刊ファイト、内外タイムスを読みあさり、バイト代は全て週末のプロレス観戦費用につぎ込むようになり、年間100試合近く生観戦をしていた。この時からプロレスラーになることを夢見るようになり、高校2年で柔道部に入部（同部の先輩には石塚英彦がいる）。入部初日に「プロレスラーになるために来ました。宜しくお願いします」と挨拶し、柔道経験のあるプロレスラーの例に漏れず道場でプロレス技の練習をしていたこともある。高校3年になって他の部員が引退して受験勉強に励む中でも、一人トレーニング場で筋トレに励んだ。観戦が昂じて埼玉プロレス（節分鬼オニマンが印象に残っているとのこと）を赤塚公会堂で観戦したり、DDTプロレスリングでエキサイティング吉田の試合を観戦した印象を語ったりもしている。
家族の中には自身以外プロレスを見る者やプロレスに興味がある者は1人もいなかったといい、後にプロレスラー志望を両親に打ち明けても全く本気にされなかった。強いて言えばKAIの母は賛成寄りであったが、父は「ちゃんとしたサラリーマンになってほしい」と反対した。
当時は、日本のプロレスよりもWWEなど海外のプロレスに興味を持ち、WWE入団を夢見ており、マディソンスクエアガーデンのレッスルマニアも観戦している。しかし、知り合いの誘いで海外インディー団体を観戦するため渡米するがその団体のレベルの低さに愕然とし、やはり日本のプロレスの方がレベルが高いということ、また菅原拓也からの勧めもあり日本の団体でプロレスラーになることを志す。
高校卒業後、KAIは新日本プロレスの入門テストを受けるが、若過ぎたことと身長が低かったことで失格となった。ちなみに、その時にKAIを落としたのは永田裕志だった。KAI本人は、この時不合格になったことでアニマル浜口ジムでいい師匠に出会えたり、全日本プロレスのレスラーたちに会えたので、これでよかったと後年のインタビューで明かしている。
知り合いの勧めで入門したアニマル浜口ジムに約3年半通い体を鍛え、2006年に行われた『武藤塾』の新人オーディションに合格し入門する。同期にT28がいた。練習生時代は、武藤に師事し付き人を務めていた。

### メキシコでの活躍
2007年2月、同期入門の三原弘嗣（YAMATO、現在の大和ヒロシ）と共にメキシコ修行に出る。2月22日、IWRGにてKAIのリングネームでアレナ・ナウカルパンにてロス・トラウマス1号2号相手に3本勝負形式でプロレスデビューし、勝利を飾る。
6月3日、YAMATO、元SUPER CREWのSASAKIと組んでIWRGトリオのタイトルに挑戦するも敗れる。

### 凱旋帰国
2008年2月17日の後楽園ホール大会で日本デビュー戦を行い、同期の真田聖也&T28から勝利を奪った（パートナーは大和ヒロシ）。
その後、大和とのタッグでジュニア・タッグリーグ戦に出場。若手ながらも奮闘し土方隆司、中嶋勝彦組、NOSAWA論外、MAZADA組から大金星をあげる。
4月20日、同期であり同門でもあるT28とのシングルマッチが実現。試合では、KAIがスプラッシュブランチャで勝利した。シングルマッチはこの試合がレスラー人生初で、デビューから1年以上経っている選手にしては珍しいことである。
5月5日、韓国・ソウルでの新韓国プロレスNKPWA世界チャンピオン決定戦にて真田とのタッグでの出場が決定した。

### 全日ジュニアのホープ
6月10日、武藤祭にて土方、カズ・ハヤシを相手に3WAYマッチが決定。そして試合当日、なんとKAIは世界ジュニア王者の土方から必殺のスプラッシュ・プランチャでフォール勝ちを奪うという大金星を納め会場から大歓声を受ける。対戦相手の1人であるカズに「スゲー化け物が出てきたなって感じですね」と言わしめた。
6月28日、シリーズ最終戦では開幕戦でタッグマッチながら敗れていたT28からスプラッシュプランチャでリベンジ。そして土方、エル・サムライの世界ジュニア王座戦終了後にジュニアの面々がリングに集合。カズのマイクを横取りして挑発し次期シリーズのジュニア・ヘビー級リーグ戦に向けてアピールした。
ジュニアリーグ最終戦でMAZADAを撃破。決勝に上がってきた元世界ジュニア王者のシルバー・キングも変型みちのくドライバーII（後にLATと命名）で下し、1日2戦の激闘を潜り抜け優勝を果たした。デビューから1年5か月での快挙であり、若手ジュニアの中でも頭一つ飛び抜けた。
そして更に8月31日、両国国技館で世界ジュニア王者の土方隆司への挑戦が決定。デビューして1年6か月での世界ジュニア王座挑戦は世界ジュニア史上最速での挑戦である。
8月22日、後楽園での小島聡対TARU戦終了後、VOODOO-MURDERSにリンチされていた小島を天山広吉、大和と共に救出。小島、大和と新ユニット「F4」を結成し活動して行くことを宣言した。
8月31日の国技館大会で土方との世界ジュニア王座戦に挑んだ。期待は高かったが、初挑戦・初戴冠はならなかった。
10月13日、新日本プロレスの両国大会に参戦。G・B・Hと激突したが惜しくも敗れた。11月3日、KAIは両国でF4のメンバーと組んで新日本プロレスの天山、そしてIWGP・ジュニアタッグ王者の内藤哲也・裕次郎と対戦。
2008年末のプロレス大賞新人賞部門にノミネートされ、KAIも最終選考まで残るが惜しくも受賞を逃した。
2009年新春シャイニングシリーズで小島と組んで復活したアジアタッグトーナメントに出場。1回戦は通過したものの準決勝で敗れ、自身初となるベルト獲得はならなかった。
2月6日、鈴木みのる、MAZADA組との対戦後、再び小島と組んでアジアタッグに挑戦することが決定する。試合は、KAIが鈴木の逆落としからのスリーパーという必殺フルコースで敗れた。鈴木から「良いオモチャを見つけた」と賞賛（？）を浴びた。
5月15日に行われた腐男塾とのコラボ大会「腐ァイティングライブ 2009 勝つんだ！」では、第1試合で「阿修羅像」をモチーフにしたコスチュームでブードゥーマスクと対戦し勝利。試合後は四方に向かって4人で阿修羅像のポーズを決めた。
2009年度のジュニア・ヘビー級リーグ戦では、開幕戦で世界ジュニア王者のカズに勝利し前大会優勝者としての意地を見せる。そのまま勢いに乗ってAブロック1位に躍り出るも、優勝決定トーナメント1回戦でBブロック2位の近藤修司に敗れ優勝を逃した。
8月30日、両国大会ではF4の一員としてプロレスリング・ノアの小橋建太、菊地毅、伊藤旭彦と6人タッグで激突。
12月13日、ファン感謝デーにて大和と組んで小島と女子プロレスラーの下田美馬と対戦するが、大和が下田のラ・マヒストラルでフォール負け。試合後「恐れ入りました」と頭を下げた。
2010年、ブードゥーマーダーズとの抗争が激化し、2月7日の後楽園大会で敗者チーム解散キャプテンフォール・イリミネーションマッチを決行するがこれに敗北。F4の解散が決定してしまう。
その後は世界ジュニアに標準を絞り、3月の両国大会でジュニア絶対王者のカズに挑戦。KAIの王座奪取こそはならなかったが、カズから「ありがとう」との言葉を受け取った。
その後も全日若手のホープとしてジュニア戦線を盛り上げている。

### 世界ジュニア王者へ
2011年からは、当時のジュニア王者稔が打ち出した「全日本ジュニア三強時代」に対抗するため、鈴木とのシングルマッチを経験。
4月には、師匠であるカズ・ハヤシとのタッグでジュニア・タッグリーグ戦で優勝。パートナーのカズとの挑戦者決定戦も制した後、稔の世界ジュニア王座への挑戦も決定した。だが、スーパーヘイト暴行事件の影響により、稔が王座から剥奪されてしまう。6月12日後楽園ホール大会でのラダーマッチを制した近藤との王者決定戦を6月19日両国国技館で行うこととなり、見事三度目の正直で世界ジュニア王座を獲得した。
2011年のジュニア・ヘビー級リーグ戦では決勝戦で金本浩二を破り、史上初の王者として優勝を果たした。
ジュニアリーグ制覇後のケニー・オメガとの防衛戦では敗れ、全王座流出の一端を担ってしまう。KAIもその後、中々雪辱の機会に恵まれずにいたが中澤マイケルとの試合、Gilletteと組んでのジュニア・タッグリーグでのオメガへのアピールを経て挑戦が決定、王座を取り戻す。
2012年、JUNIOR HYPER LEAGUEと改称してのリーグ戦では、史上初の王者として連覇を目論むが近藤に阻まれる。次のシリーズでは強さを求めヘビー級の選手たちとのタッグ・シングルマッチを展開。KAIも精神面では負けていなかったものの、肉体面でついていかず、これがKAIのヘビー級転向のきっかけとなった。

### ヘビー級転向
2012年8月25日、諏訪魔とのシングルマッチで敗戦した翌日、KAIの口からヘビー級への転向の意思が語られる。そのため、ヘビー級の体作りとしてKAIの無期限欠場も発表された。
2013年2月23日後楽園ホール大会で、3月17日の両国国技館大会で真田聖也を相手に復帰する事が発表される。そして当日、ジャンピングサンダーファイヤーボムで勝利し、ヘビー級に転向しての初勝利を飾った。
その後のチャンピオン・カーニバルでは初出場ながら潮崎豪を準決勝で下すものの、決勝では秋山準に苦杯を喫した。

### 武藤の新団体へ
全日本プロレスを退団した武藤を追う形で、KAIも2013年6月30日の両国国技館大会を最後に退団。武藤の新団体「WRESTLE-1」設立記者会見に出席、所属を発表した。
7月6日、両国大会で敗者髪切りor軍団解散マッチでデスペラードのリーダー・河野真幸と対戦したが、敗れてKAIが坊主となってしまう。
2014年7月7日、KAIは東京愚連隊興行であこがれの存在である大仁田厚と組み、ストリートファイト・トルネードタッグマッチを行い勝利する。その後、8月1日に行われたしゃちほこ大花火でも大仁田と組み勝利を収めた。因みに、この試合はKAIにとっては初の電流爆破マッチだった。
WRESTLE-1チャンピオンシップ初代王者決定トーナメントに出場するも、決勝で河野に敗れた。
2015年に入り、シングルマッチで船木誠勝、河野、田中将斗を立て続けに破り、第2代WRESTLE-1チャンピオンシップ王者・武藤に挑戦表明した。
2015年3月8日、後楽園ホール大会において武藤を下し、第3代WRESTLE-1チャンピオンシップ王者となった。
8月よりWRESTLE-1に参戦中の翔太と結託、コスチュームをタンクトップにジーパンで登場し、ストリートファイト仕様にチェンジして自由奔放なファイトスタイルや言動を繰り返すようになっていく。12月には、横浜大会に来場してきた三富政行ともタッグを結成。三富のことを学生プロレス時代のリングネームである「潮吹」と呼んだ。試合後のバックステージでは、小佐野景浩と多く話すようになった。
2016年4月13日、大日本プロレスに参戦し星野勘九郎とタッグを組み、平成極道コンビに加入。大日本プロレス釧路大会限定のコンビでもあった。
星野とは縁があり、大日本プロレス釧路大会には３度もゲスト参戦している。

### フリー転向
5月4日、第7代WRESTLE-1チャンピオンシップ王者の火野裕士と対戦して勝利。第8代WRESTLE-1チャンピオンシップ王者となる。王座戴冠後、KAIはインディーを自由に行脚すると発言し翔太と三富の協力などからガッツワールドプロレスリング、ガンバレ☆プロレス、アイスリボン、大日本プロレスへの参戦が決まった。
5月8日、ガッツワールドプロレスリング後楽園ホール大会の第一試合にて五所川原吾作とのシングルを行う。
5月21日、アイスリボンに初参戦。KAIも世羅りさとの極道コンビで登場し、三富&藤田あかねの愛媛タッグと対戦して三富を本家公認雁之助クラッチで丸め込み勝利。試合後には、バースデーケーキとリングアナウンサーの千春特製のちゃんこをいただき、サプライズで誕生日を祝ってもらった。
5月29日、DDTプロレスリングのオープニングに大家健と登場し、KO-Dタッグ王座への挑戦を要求する。
12月20日、WRESTLE-1退団を発表。W-1参戦は継続する予定である。
2017年1月2日、古巣である全日本に登場し、参戦のあいさつを行った。退団後はW-1の他、ZERO1、全日本などに参戦中。
3月7日、鬼神道に初参戦。

### DRAGON GATE参戦
2018年頃よりDRAGON GATEに参戦。同年9月21日、大田区総合体育館大会の金網サバイバル6WAYマッチで出場順②で出場。KAIには負け残るとDRAGONGATEマットから追放、1抜けするとR・E・Dに強制加入というリスクがあった。試合は同門であるYAMATOを裏切って、R・E・Dに電撃加入しヒールターン。その後、KAIはYAMATOをターゲットに定め、2021年7月9日の後楽園ホール大会でノーロープ・ランバージャックマッチで対戦したがYAMATOに敗北。同年12月26日、福岡国際センター大会でYAMATOを破ってオープン・ザ・ドリームゲート王座を奪取した。

## 得意技
自ら「不協和音」の言葉を使い、他のレスラーに比べてみるとKAIの場合は他レスラーの技が多いのが魅力。それまでは正統派なファイトスタイルだったが、以降は自由なファイトスタイルへと変貌を遂げている。

### フィニッシュ・ホールド
メテオインパクト
相手をファイヤーマンズキャリーの体勢で両肩に担ぎ上げて下半身を下から押し上げて相手の体を軽く宙に浮き上がらせて落下する相手の方に体を向けながら尻餅をつき、相手の背中を自身の両足の間へ叩きつける。現在のKAIのフィニッシャー。
メテオインパクトKAI
相手の股下に右腕を差し込んでそのまま肩車のように相手を右肩に担ぎ上げ、左手で頭部を掴み、シットダウンと同時に180°前方回転させて後頭部からマットに突き刺すメテオ・インパクトの進化型。形としてはケニー・オメガの片翼の天使に近い。
ジャンピングサンダーファイヤーパワーボム
ヘビー級転向後、KAIも復帰試合の真田戦でこの技でトドメを刺した。ヘビー級転向時のメインのフィニッシュホールド。
スプラッシュプランチャ
いわゆるフロッグスプラッシュ。KAIは日本デビュー戦でこの技を初披露し、見事フォール勝ちを納めた。
LAT
丸藤正道のポール・シフトとほぼ同型の技で、ジュニア・ヘビー級リーグ戦の決勝戦で披露。相手のシルバー・キングを下し、リーグ戦を制覇することになった。名前の由来はメキシコにある歴史的建造物からとっている、との説がある。
ミスター雁之助公認雁之助クラッチ
W-1で共闘中の翔太に半ば強引に公認させたミスター雁之助の必殺技。しかし、技を使用した初期では雁之助は未公認であり、KAIも本家である雁之助から公認を得ることを目標としていた。その後、KAIがガッツワールドプロレスリングに参戦した際に本家である雁之助から公認された。旧名は「翔太公認・雁之助クラッチ」。

### 投げ技
パワーボム
ライガーボムなどの変形も見せる。
垂直落下式ブレーバスター

### フォール技
KAIクラッチ
いわゆるオクラホマロール。カズ越えを果たした技でもある。

### 打撃技
トラースキック
ジャンピングダブルニーパッド
コーナーへ振った相手への主な攻撃手段。
延髄斬り
対戦相手へのカウンターに、セカンドロープに跳んで使用する場合もある。
クローズライン

### 組み技
BTバスター
相手の背中に両膝を押し当ててから後ろに倒れこみ背中に衝撃を与える変形のバックブリーカー。WWEのカリートの得意技でもある。
ダブルアームパイルドライバー
ジュニア・ヘビー級リーグ戦でのエル・サムライ戦にて披露。

### 飛び技
ダイビングフットスタンプ
テレビ解説をしていた武藤に「危険な技」と評された。現在も要所要所で使っている。
スワンダイブミサイルキック
真田とのタッグの時は、ピンチを脱する為に頻発する。

### 関節技
足4の字固め

## タイトル歴
全日本プロレス
- 世界ジュニアヘビー級王座：2回（第30、32代）
- 第74代世界タッグ王座（パートナーは真霜拳號）
- 新春無差別級バトルロイヤル優勝：1回（2018年）
- ジュニア・ヘビー級リーグ戦 優勝：2回（2008年、2011年）
- ジュニア・タッグリーグ戦優勝：1回（2011年）
  - パートナーはカズ・ハヤシ
- 世界最強タッグ決定リーグ戦優勝：1回（2011年）
  - パートナーは真田聖也

WRESTLE-1
- WRESTLE-1チャンピオンシップ：3回（第3代、第5代、第8代）

DDTプロレスリング
- 第55代KO-Dタッグ王座 （パートナーは大家健）

ZERO1
- 第35代NWAインターコンチネンタルタッグ王座（パートナーは小幡優作）
- 風林火山優勝：1回（2016年）
  - パートナーは小幡優作

DRAGON GATE
- オープン・ザ・ドリームゲート王座：1回（第34代）
- オープン・ザ・ツインゲート王座：3回
  - 第45代（w/YAMATO）
  - 第50代・第60代（w/B×Bハルク）
- オープン・ザ・トライアングルゲート王座：2回
  - 第83代（w/シュン・スカイウォーカー＆ISHIN）
  - 第88代（w/ISHIN＆加藤良輝）

## 入場曲
- BANG BANG SHOOT / 松本晃彦
- Eye of the dragon / マギー OST 18 鷺巣詩郎
- Meteo Drive

## 人物
- 自称プロレスマニア。単に勝ち負けだけの総合格闘技やK-1には全く興味が無いらしく「生涯一プロレスラー」と宣言している。また、プロレスの中でもインディー団体のマニアでもある。
- 他団体のレスラーからの評価も高く、DDT社長の高木三四郎は「KAI選手はすごく良い」と絶賛している。
- アニマル浜口ジム出身だけあってリングを降りると非常に礼儀正しい好青年であると伝えられている。同門にはT28がいるが先輩には新日本プロレスの内藤やDRAGON GATEの鷹木信悟がおり、特に鷹木とは仲が良かったという。
- 元々は黒い髪に黒いコスチュームがKAIのトレードマークであったが、F4に所属してから大幅なイメチェンを施している。2008年10月後楽園では、鮮やかなオレンジ色に髪の毛を染毛。染毛したのは有名なカリスマ美容師で、このことは『週刊プロレス』でカラーの2ページで取り上げられた。
- T28がメキシコ修行に行った後の全日本道場の寮長を務めている。
- 2017年8月の時点では、コスチュームは髪型が崩れないように被らないフードを採用しており、テーピングは大仁田厚を真似ている[3]。
- 生まれ育った横浜市に恩返しをしたいという思いから、ＮＰＯ法人横浜子どもホスピスプロジェクトに参加し、子どもホスピス設立を目指してチャリティープロレス興行を2018年より主催している。会場には、子どもホスピスの開設に尽力する医師など関係者も集まり、来場者にチャリティの意義を説明し、協力を募っていた。その功績が認められ、2019年にはプロジェクト側より応援アンバサダーに任命された。